# Verzweigung Birrfeld
De Verzweigung Birrfeld is een knooppunt in Zwitserland. Op dit knooppunt in de gemeente Mülligen sluit de A1 en de A3 aan op de A1/A3.

## Configuratie
Het knooppunt is een mixvormknooppunt.

## Bijzonderheid
Op het knooppunt heeft de A3 een totso.